# Tichodesmus micrus
Tichodesmus micrus är en mångfotingart som beskrevs av Chamberlin 1940. Tichodesmus micrus ingår i släktet Tichodesmus och familjen Fuhrmannodesmidae. Inga underarter finns listade i Catalogue of Life.